# U 582
U 582 war ein deutsches Unterseeboot des Typs VII C, ein sogenanntes „Atlantikboot“. Es wurde durch die Kriegsmarine während des Zweiten Weltkriegs im Nord- und Mittelatlantik sowie vor der nordamerikanischen Ostküste eingesetzt.

## Technische Daten
Die Hamburger Werft Blohm & Voss war vor Kriegsbeginn nicht am U-Bootbauprogramm der Reichs- und der Kriegsmarine beteiligt. Ab 1939 waren die Kapazitäten der Hamburger Werft dann allerdings hauptsächlich mit dem Bau von Unterseebooten ausgelastet. Die effiziente Serienfertigungsweise der Werft sollte planmäßig die jährliche Fertigung von 52 U-Booten vom Typ VII C gewährleisten, während zusätzlich in Lizenz der MAN 48 Dieselmotoren zum Einbau auf Booten dieses Typs gefertigt wurden. Die beiden Dieselmotoren der Typ VII C-Boote leisteten bei der Überwasserfahrt eine Geschwindigkeit von 17 Knoten. Ein solches Boot hatte hierbei eine maximale Reichweite von 6500 sm. Unter Wasser kamen üblicherweise die beiden je 375 PS starken Elektromotoren zum Einsatz, die 7,6 Knoten Fahrt gewährleisteten. Am Turm trug U 582 ein Wappen mit einem aufgerichteten Schlüssel und der Zahl 807.

## Einsatz
Im Sommer des Jahres 1942 war U582 der U-Bootgruppe Hai zugeteilt, die im Mittelatlantik nach Maßgaben der von Karl Dönitz entwickelten Rudeltaktik den Kampf mit alliierten Geleitzügen suchte. Am 10. Juli entdeckte Adalbert Schnee, der Kommandant von U 201 den Geleitzug OS 33 und führte die anderen Boote der Gruppe Hai durch das Abgeben kurzer Funksignale heran. In der nun folgenden Geleitzugschlacht gelang es Kommandant Schulte, zwei Frachter zu versenken.
U 582 patrouillierte weiter vor der westafrikanischen Küste und versenkte zwei weitere Schiffe, bevor Kommandant Schulte sich entschied, zum Stützpunkt an der französischen Atlantikküste zurückzukehren.

### Versenkung
Am 2. Oktober bekam U 610 Kontakt zu einem Geleitzug, der von Nordamerika nach Großbritannien unterwegs war. HX 209 war effizient durch Luftstreitkräfte gesichert, die auf Island stationiert waren und sich in dieser Region des Atlantik am Rande ihres Operationsgebiets befanden. Eines dieser Catalina-Aufklärungsflugzeuge versenkte U 582 am 5. Oktober 1942.